# Julio Laffitte
Julio Laffitte Castro (Puerto de Santa María, provincia de Cádiz, 1846 - Sevilla, 1922) fue un político y empresario español.

## Biografía
A lo largo de su vida, desempeñó los cargos de concejal del ayuntamiento de Sevilla y diputado a Cortes. En su faceta empresarial fue ganadero y propietario de una fábrica de cerámica artística en Sevilla denominada fábrica Los Remedios. La reina regente María Cristina de Habsburgo-Lorena le concedió en el año 1898 el título de conde de Lugar Nuevo.
Entre los trabajos artísticos más importantes realizados por su empresa de cerámica se encuentran el revestimiento de algunos de los edificios ubicados en la Plaza de América de Sevilla construidos para ser sede de la Exposición Iberoamericana de Sevilla (1929), incluyendo la cerámica del Pabellón de Artes e Industrias, actual Museo de Artes y Costumbres Populares y la del Pabellón Real. En algunos de estos trabajos colaboró el pintor Gustavo Bacarisas.
A partir de 1917 la dirección de la empresa cerámica pasó a su hijo José Laffite y Romero (Sevilla 1888-1947) que la trasladó de lugar y le dio el nombre de Fábrica Nuestra Señora del Rocío. En 1930 cesó la actividad comercial.

## Ejemplos de producción

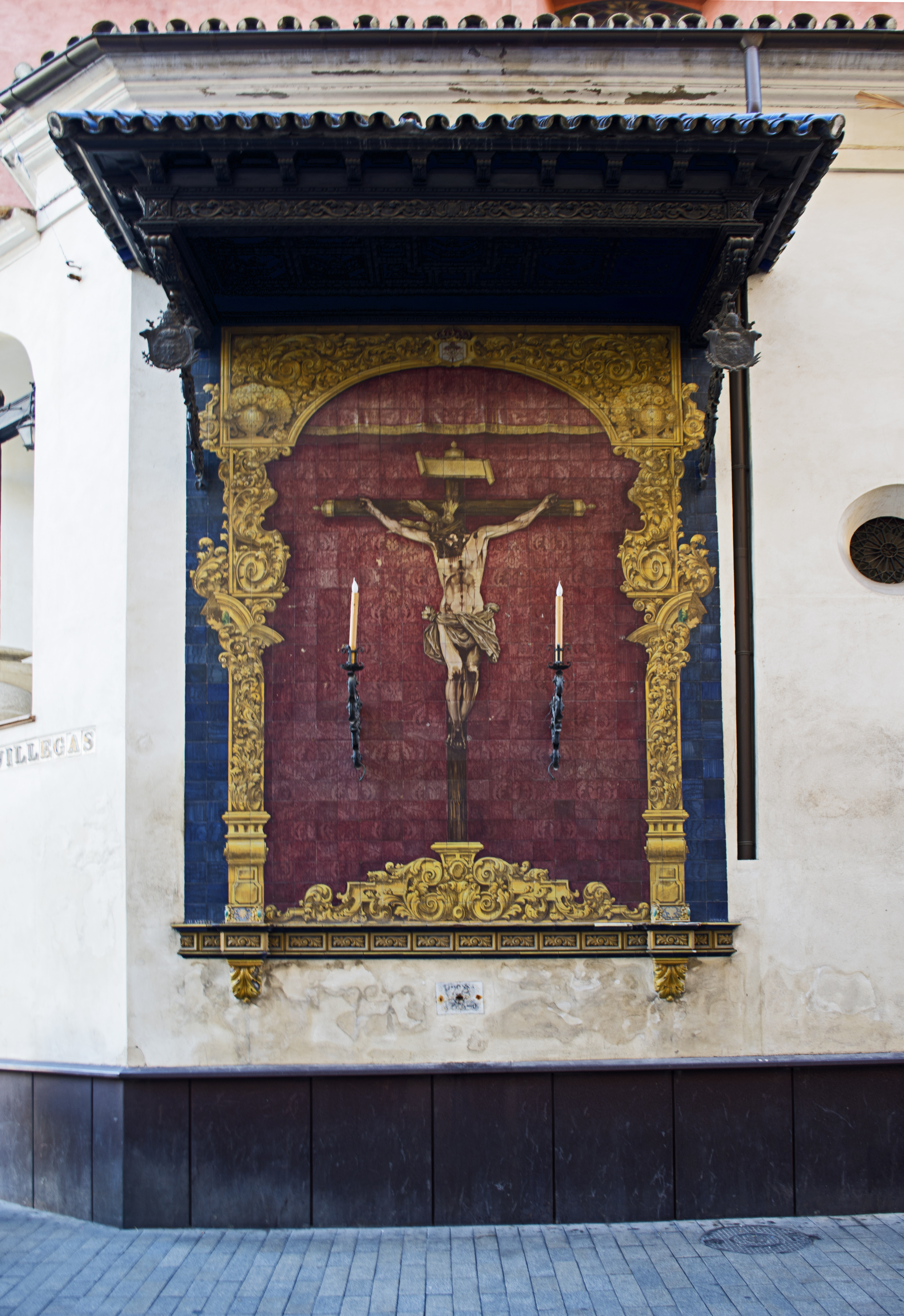
Retablo cerámico del Cristo del Amor ubicado en la Iglesia del Salvador (Sevilla).
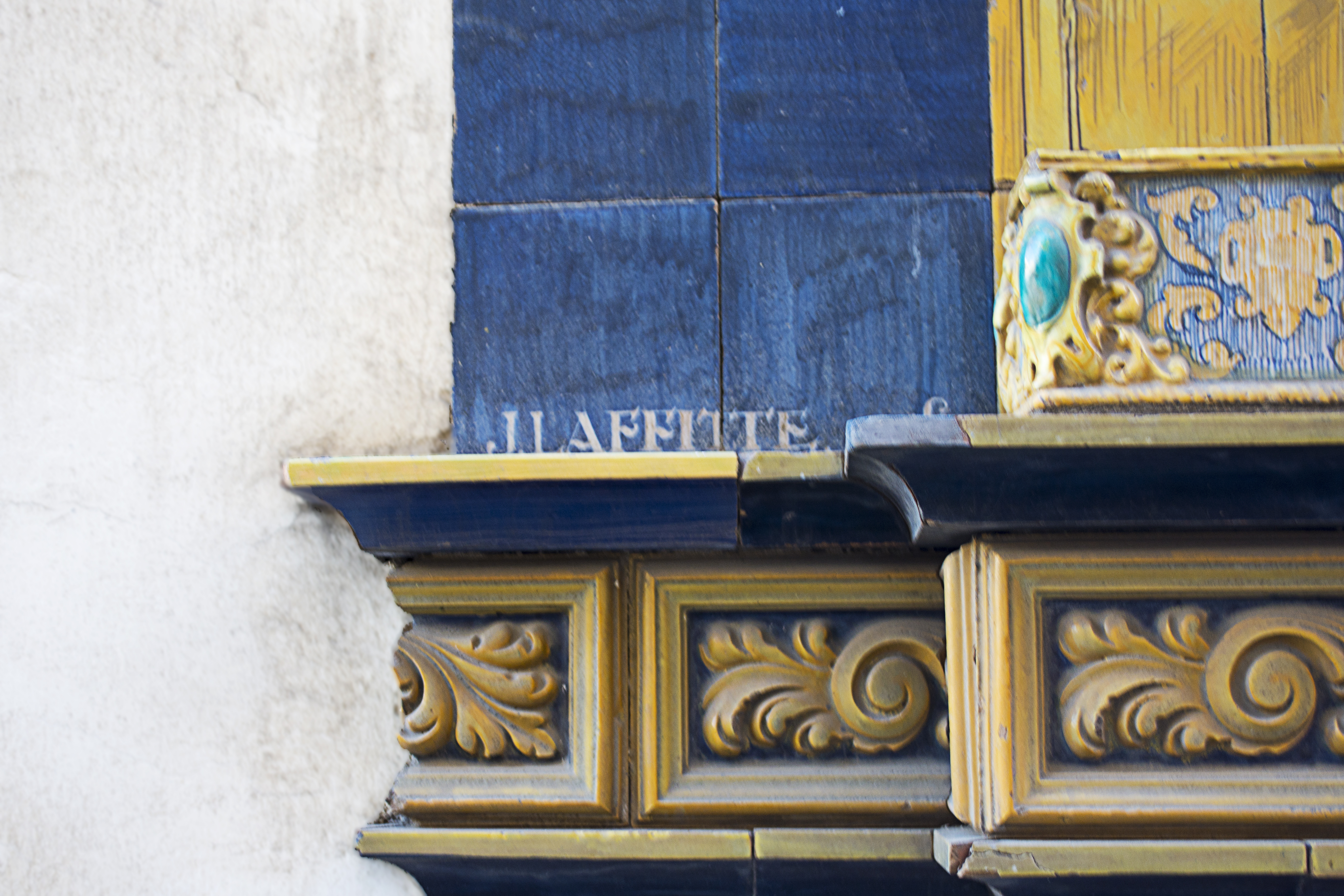
Firma.